# Cério
O cério  é um elemento químico de símbolo Ce , número atômico 58 (58 prótons e 58 elétrons) com massa atómica 140,1 u. É um elemento metálico da série transição interna (terra rara , lantanídio) encontrado principalmente nos minerais monazita e bastnasita. À temperatura ambiente, o cério encontra-se no estado sólido.
É usado principalmente na forma de ligas para a produção de pedras de ignição de isqueiros e eletrodos de arco de grafite na indústria cinematográfica. O seu óxido é usado como catalisador em fornos auto-limpantes e na indústria do petróleo. O seu sulfato é um forte agente oxidante usado em análises químicas volumétricas.
Foi descoberto em 1803 pelo sueco Jöns Jacob Berzelius.

## Características principais
O cério é um elemento metálico prateado, pertencente a série química transição interna (terra rara, lantanídio). É usado em algumas ligas terras raras. Assemelha-se ao ferro na cor e no brilho, mas é macio, maleável e dúctil. Perde o lustre rapidamente em presença do ar.
Somente o európio é mais reativo entre os elementos terras raras. As soluções alcalinas e os ácidos diluídos e concentrados atacam o metal rapidamente. O metal puro pode inflamar-se quando riscado com uma faca. O cério reage lentamente em água fria e rapidamente em água quente.
Devido a distribuição eletrônica no subnível 4f e de outros orbitais mais externos, o cério exibe características químicas interessantes. Por exemplo, a compressão ou refrigeração do metal pode modificar o seu estado de oxidação de +3 a +4.
O cério com estado de oxidação +3 é denominado ‘’’ceroso’’’ , quando apresenta estado de oxidação +4 de ‘’’cérico’’’.
Os sais de cério IV (céricos) são vermelhos, alaranjados ou amarelos, e os de cério III (cerosos) são geralmente brancos.

## Aplicações
- Em metalurgia:
  - É usado para a produção de ligas de alumínio, aços e ferros;
  - Adicionar cério ao ferro fundido para produzir ferro maleável;
  - No aço o cério pode ajudar a reduzir sulfatos e óxidos;
  - O cério é usado em aço inoxidável como agente endurecedor;
  - 3 a 4% de cério são adicionados a ligas de magnésio para dar resistência ao calor;
  - O cério é usado nas ligas que são usadas para a produção de imãs permanentes;
  - O cério é um componente de ligas pirofosfóricas usados para a produção de pedras de isqueiros;
- Óxido de cério;
  - O óxido foi usado em mantas (camisas) de lampiões à gás;
  - O óxido está emergindo como catalisador de hidrocarbonetos em fornos autolimpantes, incorporado nas paredes do forno.
  - O óxido de cério é usado como abrasivo na indústria de polimento de vidros;
  - O óxido de cério está encontrando uso como catalisador no craqueamento e refinamento do petróleo;
- O cério é usado em lâmpadas de arco de carbono, principalmente na indústria cinematográfica;
- O sulfato cérico é usado extensivamente como agente oxidante em análises quantitativas volumétricas:( titulação volumétrica );
- Compostos de cério são usados na manufatura do vidro , tanto como componente como descorante;
- Compostos de cério são usados para a coloração de esmalte;
- No vidro, o óxido de cério permite a absorção da luz ultravioleta;
- Compostos de cério III e cério IV são usados para catalisar sínteses orgânicas;
- É usado como componente do cristal de cintilação em câmera gama de última geração em medicina nuclear.

## História
O cério foi descoberto na Suécia por Jöns Jacob Berzelius e Wilhelm von Hisinger, e independentemente na Alemanha por Martin Heinrich Klaproth, ambos em 1803.
O cério foi assim nomeado por Berzelius em homenagem ao asteróide Ceres descoberto dois anos antes (1801). O metal foi isolado em 1875 por Norton e Hillebrand.

## Ocorrência
O cério é o mais abundante entre os elementos terras raras, perfazendo aproximadamente 0,0046% da crosta terrestre. É encontrado em vários minerais incluindo a alanita (ortita - (Ca, Ce, La, Y)2(Al, Fe)3(SiO4)3(OH), monazita (Ce, La, Th, Nd, Y)PO4, bastnasita (Ce, La, Y)CO3F, hidroxilbastnasita (Ce, La, Nd )CO3(OH, F), rabdofano (Ce, La, Nd )PO4-H2O, e sinquisita Ca( Ce, La, Nd, Y)(CO3)2F. A monazita e a bastnasita são atualmente as duas mais importantes fontes de cério.
O cério é preparado geralmente através de um processo de trocas de íons que usa areias monazíticas como fontes de cério.
Grandes depósitos de monazita, alanita e bastnasita fornecerão cério, tório e outros metais terras raras durante muitos anos.
Os mais importantes depósitos de areias monazíticas são encontradas nos Estados Unidos ( Idaho-Montana e Flórida ), Brasil ( Espírito Santo e Catalão-Ouvidor ), Austrália, África do Sul e Índia. A bastnasita é encontrada principalmente na Califórnia ( Estados Unidos ).

## Compostos
O cério tem dois estados de oxidação, 3+ e 4+. O composto mais comum de cério é o óxido de cério IV (CeO2), usado como "jeweller's rouge" e nas paredes de alguns fornos auto-limpantes. Dois agentes oxidantes comuns usados em titulometria são o sulfato de cério(IV) e amônio, (NH4)2Ce(SO4)3) e o nitrato de cério(IV) e amônio ou CAN, (NH4)2Ce(NO3)6).
O cério forma também um cloreto, CeCl3 ou cloreto de cério(III), usado para facilitar reações em grupos carbonilas em química orgânica. Outros compostos de cério são o carbonato de cério(III) (Ce2(CO3)3), o fluoreto de cério(III) (CeF3), e o sulfato de cério(IV) , Ce(SO4)2 .

## Isótopos
O cério natural é composto por 3 isótopos estáveis e um radioisótopo: Ce-136, Ce-138, Ce-140, e Ce-142, sendo o Ce-140 o mais abundante (88,48%). 27 radioisótopos tem sido caracterizados, sendo os mais estáveis e/ou abundantes o Ce-142 com uma meia-vida acima de 5 x 1016 anos, o Ce-144 com uma meia-vida de 284,893 dias, o Ce-139 com uma meia vida de 137,640 dias, e o Ce-141 com uma meia-vida de 32,501 dias. Todos os demais radioisótopos tem meias-vidas inferior a 4 dias e, destes, a maioria com períodos de semi-desintegração abaixo de 10 minutos. Este elemento apresenta, também, 2 isótopos meta estáveis.
As massas atômicas dos isótopos de cério variam de 123 u (Ce-123) até 152 u (Ce-152).

## Precauções
O cério, como todos os metais terras raras, apresenta uma toxicidade de moderada a baixa. O cério é um forte agente redutor e inflama-se espontaneamente com o ar entre 65 °C e 80 °C. O cério pode reagir explosivamente com o zinco, e suas reações com bismuto e antimônio são muito exotérmicas. As emanações da combustão do cério são muito tóxicas. A água não deve ser usada como extintor na queima do cério porque este metal reage com a água e com o gás hidrogênio resultante. Trabalhadores expostos ao cério apresentaram coceiras, sensibilidade ao calor e lesões na pele. Animais injetados com altas doses de cério morreram devido a colapsos cardiovasculares
O óxido de cério IV é poderoso agente de oxidação em altas temperaturas e reagirá com os materiais orgânicos combustíveis. Quando o cério não é radioativo, a classe comercial impura pode conter tório, que é radioativo. O cério não apresenta nenhuma função biológica conhecida.